# N571 (België)
De N571 is een korte gewestweg in België tussen Châtelet (N569) en Farciennes (N570). De weg heeft een lengte van ongeveer 3 kilometer.
De gehele weg bestaat uit twee rijstroken voor beide richtingen samen.

## Plaatsen langs N571
- Châtelet
- Châtelineau
- Farciennes